# X 4300
Х 4300 — французский дизель-поезд конца 60-х годов. Производился в 1963—1970 годах. За это время были построены 150 серийных машин и одна опытная. Эксплуатировался по всей Франции в различных регионах. Часть поездов была продана Румынии. В 2000-х годах Х 4300 стал устаревшей машиной, после чего начался массовый вывод из эксплуатации этих поездов. Заменой стали Х 72500 и Х 73500. Единственный действующий поезд работает в регионе Ньевр (по состоянию на 12 июля 2011).